# Panellus hispidifavolus
Panellus hispidifavolus är en svampart som beskrevs av Corner 1986. Panellus hispidifavolus ingår i släktet Panellus och familjen Mycenaceae.   Inga underarter finns listade i Catalogue of Life.